# دانيال غارسيا-بينيا
دانيال غارسيا-بينيا هو أستاذ جامعي وصحفي ومؤرخ وسياسي كولومبي، ولد في 1957. نشط حزبياً في Alternative Democratic Pole ‏. وقد انتخب high commission ‏ (أغسطس 1995 – أغسطس 1998).